# Gorzlangar
Gorzlangar (persiska: گرزلنگر) är en ort i Iran.   Den ligger i provinsen Ilam, i den västra delen av landet, 500 km sydväst om huvudstaden Teheran. Gorzlangar ligger 1 079 meter över havet och antalet invånare är 291.
Terrängen runt Gorzlangar är kuperad åt nordost, men åt sydväst är den bergig. Runt Gorzlangar är det ganska glesbefolkat, med 26 invånare per kvadratkilometer. Närmaste större samhälle är Poldokhtar, 18,1 km nordost om Gorzlangar. Omgivningarna runt Gorzlangar är i huvudsak ett öppet busklandskap.